# Arthur Sissis
Arthur Sissis (ur. 15 czerwca 1995 w Adelaide) – australijski motocyklista pochodzenia greckiego.

## Życiorys
Po raz pierwszy ścigał się, mając 7 lat, wygrywał wiele zawodów juniorskich w różnych kategoriach. W Europie pierwszy raz o Sissisie usłyszano przy okazji Red Bull Rookies Cup w 2011, był to wtedy jego drugi sezon w tej serii, udało mu się wielokrotnie stawać na podium i do ostatniej eliminacji walczył z Lorenzo Baldassarim o tytuł mistrza, ostatecznie jednak przegrał o 9 punktów.
Jego postawa zwróciła uwagę szefów zespołu Red Bull KTM Ajo, którzy podpisali z nim kontrakt na sezon 2012, a ten odpłacił się pierwszym w karierze podium podczas Grand Prix Australii. Pozostając z tym samym teamem na 2013, Sissis nie zdołał poprawić swoich wyników, to spowodowało utratę posady i angaż w ekipie Mahindra Racing, gdzie został on kolegą zespołowym Portugalczyka, Miguela Oliveiry.

## Statystyki
| Sezon | Klasa  | Motocykl | 1       | 2       | 3      | 4       | 5      | 6      | 7      | 8      | 9       | 10     | 11     | 12     | 13    | 14     | 15     | 16     | 17     | 18  | Poz | Pkt |
| ----- | ------ | -------- | ------- | ------- | ------ | ------- | ------ | ------ | ------ | ------ | ------- | ------ | ------ | ------ | ----- | ------ | ------ | ------ | ------ | --- | --- | --- |
| 2011  | 125cm3 | Aprilia  | QAT     | SPA     | POR    | FRA     | CAT    | GBR    | NED    | ITA    | GER     | CZE    | IND    | RSM    | ARA   | JPN    | AUS    | MAL 20 | VAL    |     | NS  | 0   |
| 2012  | Moto3  | KTM      | QAT 7   | SPA Ret | POR 13 | FRA 5   | CAT 22 | GBR 8  | NED 16 | GER 9  | ITA Ret | IND 11 | CZE 14 | RSM 10 | ARA 9 | JPN 11 | MAL 11 | AUS 3  | VAL 19 |     | 12  | 84  |
| 2013  | Moto3  | KTM      | QAT 8   | AME 12  | SPA 12 | FRA 13  | ITA 18 | CAT 10 | NED 8  | GER 10 | IND 6   | CZE 14 | GBR 24 | RSM 15 | ARA 9 | MAL 19 | AUS 16 | JPN 16 | VAL 18 |     | 15  | 59  |
| 2014  | Moto3  | Mahindra | QAT DNS | AME Ret | ARG 22 | SPA Ret | FRA 17 | ITA 17 | CAT 18 | NED 21 | GER 13  | IND 21 | CZE 26 | GBR    | RSM   | ARA    | JPN    | AUS    | MAL    | VAL | 29  | 3   |